# Anaulacodithella deserticola
Anaulacodithella deserticola är en spindeldjursart som först beskrevs av Beier 1944.  Anaulacodithella deserticola ingår i släktet Anaulacodithella och familjen Tridenchthoniidae. Inga underarter finns listade i Catalogue of Life.